# Jürgen Kurths
Jürgen Kurths (11 de marzo de 1953 (72 años), Arendsee (Altmark), Alemania) es un físico y matemático alemán. Actualmente es director del departamento “Conceptos y métodos transdisciplinares” en el Instituto del clima de Potsdam (PIK "Postdam Institut für Klimafolgenforschung" por sus siglas en alemán). Desde 2008 es también catedrático de física no lineal en la Universidad Humboldt de Berlín (Alemania) y catedrático honorífico (“6th Century Chair”) de systemas biológicos complejos en la Universidad de Aberdeen, Escocia (Reino Unido). Su trabajo se centra principalmente en el estudio de la física no lineal y de los sistemas complejos, así como en sus aplicaciones a diversos campos como son la comprensión de la tierra como un sistema complejo, la fisiología, los sistemas biológicos y la ingeniería.

## Biografía
Estudió matemática en la Universidad de Rostock y obtuvo su doctorado en la Academia de las ciencias de la antigua República Democrática de Alemania. En 1991 obtuvo su habilitación (título universitario en Alemania otorgado a doctores aspirantes a una cátedra) en física teórica en la Universidad de Rostock.
En el año 1991, tras la reunificación de Alemania, fue uno de los escasos científicos de la antigua Alemania del Este elegido para liderar un grupo de trabajo en la prestigiosa sociedad científica Max-Planck y formó un grupo para el estudio de la dinámica no lineal que adquirió reputación internacional. En 1994 fue nombrado catedrático de física de la Universidad de Potsdam. Durante los años 1996 y 1999 también ocupó el cargo de decano de la facultad de matemáticas y ciencias naturales de dicha universidad. Fue además fundador y director del centro para el estudio de la dinámica de sistemas complejos entre 1994 y 2008, y del Colegio Leibniz de Potsdam (http://www.leibniz-kollegpotsdam.de).
En 2008 fue llamado a re-fundar el departamento de "Conceptos transdiciplinares" del Instituto del Clima de Potsdam para aplicar el formalismo de la teoría de sistemas complejos al problema de comprender la tierra como un sistema dinámico complejo. Simultáneamente se trasladó a la Universidad Humboldt de Berlín donde actualmente es catedrático y en 2009 fue nombrado catedrático de honor ("6th century chair") de sistemas complejos en biología en el King's College de la Universidad de Aberdeen (Reino Unido).

## Impacto científico
Del análisis de las series temporales y sus aplicaciones al estudio de la actividad solar en sus primeros años, pasó más tarde a ocuparse de la teoría de los sistemas complejos, el caos y los sistemas no lineales. Jürgen Kurths es reconocido por sus contribuciones fundamentales a la teoría de la sincronización, los sistemas recurrentes, la coherencia resonante, medidas de complejidad y causalidad, así como a la dinámica en redes complejas. Todo ello aplicado a sistemas reales y problemas concretos como son el sistema tierra, el cerebro humano y otros sistemas reales caracterizados por un gran número de grados de libertad, complejidad y no-linearidades.
El profesor Jürgen Kurths ha tejido una extensa red de colaboradores científicos y ha dirigido las tesis doctorales de más de 60 estudiantes provenientes de una veintena de nacionalidades, de los cuales la mitad son hoy en día profesores en universidades repartidas por todo el mundo.
Es autor de más de 500 artículos científicos y 8 libros. Es editor adjunto de numeras revistas científicas internacionales, entre ellas CHAOS, Philsosophical Transactions of the Royal Society A, PLoS ONE, European Journal of Physics ST, Journal of Nonlinear Science and Nonlinear Processes in Geophysics.

## Actividades científicas internacionales
Kurths ha sido una figura clave en distintas organizaciones y proyectos científicos de carácter internacional. Entre los años 2000 y 2005 ha sido presidente de la división de procesos no lineales en la Unión Europea de Geociencias (EGU por sus siglas en inglés). Ha sido el promotor de numerosos proyectos de investigación tanto con fondos de la Unión Europea y como nacionales (DFG, "Deutsch Forschungsgemeinschaft") y es desde el año 2011 el responsable de la escuela binacional de estudios de postgrado para el estudio de las redes complejas (Alemania y Brasil, http://www.physik.hu-berlin.de/irtg1740/ Archivado el 4 de octubre de 2013 en Wayback Machine.).

## Honores

### Premios y distinciones
Jürgen Kurths es miembro electo de la “American Physical Society". En 2005 recibió el premio "Alexander von Humboldt" otorgado por el Consejo de investigación científica e industrial de la India. Desde 2010 es miembro de la Academia Europeae y desde 2012 miembro de la Academia de las ciencias y de las artes de Macedonia. Ha sido nombrado doctor honoris causa por las Universidades de Nischny Novgorod y de Saratov (Rusia). Es profesor honofífico en la Universidad de Potsdam y profesor invitado en la Universidad del Sureste (Nanjing, China). En el año 2013 recibió la medalla Fry Richardson de la Unión Europea de Geociencias.
(http://www.egu.eu/awards-medals/lewis-fry-richardson/2013/jurgen-kurths/)

## Artículos científicos destacados
- J. Kurths, A. Voss, P. Saparin, Quantitative Analysis of Heart Rate Variability, CHAOS 5, 88-94 (1995)

- M.G. Rosenblum, A.S. Pikovsky, J. Kurths, Phase Synchronization of Chaotic Oscillators, Phys. Rev. Lett. 76, 1804-1807 (1996)

- A.S. Pikovsky, J. Kurths, Coherence Resonance in a Noise-Driven Excitable System, Phys. Rev. Lett. 78, 775-778 (1997)

- C. Schäfer, M.G. Rosenblum, J. Kurths, H. Abel, Heartbeat synchronized with ventilation, NATURE 392, 239-240 (1998)

- A. Pikovsky, M. Rosenblum, J. Kurths, Synchronization: A Universal Concept in Nonlinear Sciences Cambridge University Press, 2001

- S. Boccaletti, J. Kurths, G. Osipov, D. Valladares, C. Zhou, The Synchronization of Chaotic Systems, Phys. Rep. 366, 1-101 (2002)

- C.S. Zhou, A.E. Motter, J. Kurths, Universality in the Synchronization of Weighted Random Networks, Phys. Rev. Lett. 96, 034101 (2006)

- N. Marwan, M. Romano, M. Thiel, J. Kurths, Recurrence Plots for the Analysis of Complex Systems, Phys. Rep. 438, 240-329 (2007)

- P. van Leeuwen, D. Geue, M. Thiel, D. Cysarz, S. lange, M. Romano, N. Wessel, J. Kurths, D. Grönemeier, Influence of paced maternal breathing on fetal-maternal heart rate coordination, Proc. Nat. Acad. Sc. U.S.A. 106, 13661-13666 (2009) (incl. comentarios)

- J. Donges, N. Marwan, Y. Zou, J. Kurths, The backbone of the climate network, Europhys. Lett. 87, 48007 (2009)

- Ye Wu, Changsong Zhou, Jinghua Xiao, Jürgen Kurths, Hans Joachim Schellnhuber. PNAS 2010 107 (44) 18803-18808 (2010)

- Menck, P.J., Heitzig, J., Marwan, N., Kurths, J. How basin stability complements the linear-stability paradigm, Nature Physics 9, 89-92 (2013)

- Boers, N. Bookhagen, B. Barbosa, H. M. J. Marwan, N. Kurths, J. Marengo, J. A. Prediction of extreme floods in the eastern Central Andes based on a complex networks approach. Nature Communications 5 5199 http://dx.doi.org/10.1038/ncomms6199